# Stockholm-klassen
Stockholm-klassen er en klasse af korvetter bestående af 2 enheder bygget til Svenska marinen. Skibene blev bygget i Karlskrona, og er bevæbnet med otte RBS-15 SSM, torpedoer, en 57mm automatkanon samt lette maskingeværer. I 1999/2000 blev de to skibe opgraderet med nye maskiner, sensorer, et nyt kampinformationssystem, stealth teknologi samt navigationssystemer, hvorved de teknologisk nu er på højde med den nyere Visby-klasse.

## Historie
Stockholm-klassen startede oprindeligt som et projekt der var benævnt Ytattack-81 (overfladekombattant-81). Projektet var en videreudvikling af torpedobådene af Spica og Spica II klasserne, hvor vægten var forøget med cirka 120 tons og øget udholdenhed. Fremdriften skulle være en kombination af to dieselmotorer samt en gasturbine (CODAG-konceptet). Klassen blev dog aldrig realiseret.
I de tidlige 1980'ere var der adskillelige hændelser med fremmede ubåde i svensk territorialfarvand, hvor hændelsen med den sovjetiske ubåd U137 der gik på grund i den svenske skærgård tæt ved Karlskrona i 1981. Disse hændelser viste tydeligt den svenske flådes store mangler indenfor antiubådskrigsførelsen (ASW). Der var alvorligt brug for skibe designet til ASW. Det blev derfor besluttet at genoplive Ytattack-81 projektet og optimere det til ASW-operationer. Det ville være for langsomt og kostbart at skulle producere en helt ny skibsklasse fra bunden. Skibene blev udstyret med en VDS, antiubådstorpedoer samt ELMA antubådsmortérer. Skibene indgik i tjeneste 1. maj 1986.
I midten af 1990'erne var sliddet på skibene begyndt at skinne igennem, til dels på grund af det hårde liv de har levet, men også på grund af den eksplosive tilgang af elektronik der er blevet tilgængeligt de seneste år. Stockholm-klassen er grundlæggende et godt design, og skrogene var i en sådan forfatning at Försvarets materielverk, FMV (forsvarets materieltjeneste) besluttede ikke at udfase dem, men at de skulle opgraderes og holdes i tjeneste. Opgraderingerne blev afsluttet i 2000. Mange af modifikationerne blev lavet med fokus på lave vedligeholdelsesomkostninger. Skibene hører organisatorisk under den 31. korvetdivision under den 3. søstridsflotille.
I starten af 2009 besluttede den svenske regering at to skibe skulle deltage i den militære EU-operation Atalanta, i Adenbugten, hvor hovedopgaven er at bekæmpe pirateri. Den 15. maj 2009 begyndte de svenske skibe deres første patrulje ud for Somalias kyst og den 26. maj kom HMS Malmö det græske handelsskib M/V Antonis, der var under piratangreb, til undsætning. Korvetten affyrede varselsskud med dets 57 mm kanon og arresterede syv pirater.

## Skibe i klassen
| Pnt. | Navn      | Kølen lagt     | Søsat           | Indgået     | Navngivet af                           | Skæbne     | Kaldesignal |
| ---- | --------- | -------------- | --------------- | ----------- | -------------------------------------- | ---------- | ----------- |
| K11  | Stockholm | 1. august 1982 | 22. august 1984 | 1. maj 1986 | Davæ. forsvarsminister Anders Thunborg | I tjeneste | -           |
| K12  | Malmö     | 14. marts 1983 | 23. marts 1985  | 1. maj 1986 | Prins Bertil                           | I tjeneste | -           |